# 大井追っかけ音次郎
『大井追っかけ音次郎』（おおいおっかけおとじろう）は、日本の歌手氷川きよしの2枚目のシングルである。2001年2月21日発売。発売元は日本コロムビア。

## 概要
- 第43回日本レコード大賞金賞受賞。
- 第52回NHK紅白歌合戦にて歌唱。
- オリコンチャートでは初登場8位を記録し、演歌作品としては藤あや子の「むらさき雨情」以来8年ぶりのトップ10入りとなった[1]。累計売上は110万枚以上（公称）[2]。
- 2002年1月には（当時の）大井川町の商店街によって大井川河川敷運動公園陸上競技場（焼津市西島）に歌碑が建てられたが[2]、本曲で歌われた東海道からは10km以上下流にある。

## 収録曲
1. 大井追っかけ音次郎(4:50)
作詞：松井由利夫、作曲：水森英夫、編曲：伊戸のりお
2. 花の渡り鳥(4:04)
作詞：木下龍太郎、作曲：水森英夫、編曲：伊戸のりお
3. 大井追っかけ音次郎カラオケ(4:50)
4. 花の渡り鳥カラオケ(4:04)

## 収録アルバム

### 大井追っかけ音次郎
- オムニバス『コロムビア最新ヒット2001・春』（2001年4月21日）
- オムニバス『流し唄スペシャル』（2001年5月19日）
- オリジナル『氷川きよし・演歌名曲コレクション 大井追っかけ音次郎～青春編～』（2001年6月21日）
- オムニバス『コロムビア最新ヒット2001・夏』（2001年7月20日）
- オムニバス『ベストヒット歌謡曲2001秋』（2001年9月21日）
- オムニバス『ベストヒット歌謡曲2001冬』（2001年11月21日）
- オムニバス『歌謡ヒットパレード総集編』（2001年12月1日）
- オムニバス『ベストヒット歌謡曲2002春』（2002年2月21日）
- ベスト『氷川きよし・演歌名曲コレクション２～きよしのズンドコ節～』（2002年5月22日）
- オムニバス『心にのこる名曲 ミリオンヒット』（2003年5月21日）

### 花の渡り鳥
- オリジナル『氷川きよし・演歌名曲コレクション 大井追っかけ音次郎～青春編～』（2001年6月21日）

## カバー
- 長保有紀 - アルバム『お嬢様は股旅がお好き!』（2001年）に収録。
- 宮路オサム - アルバム『宮路オサム2002全曲集』（2001年）に収録。
- おおい大輔 - アルバム『おおい大輔 ゴールデンベストアルバム』（2010年）に収録。